# Dimpna van Geel
De heilige Dimpna (ook Dymfna, Dimfna, Dympna of Dymphna) van Geel is een vrouwelijke heilige (maagd en martelares) uit de zevende eeuw, waarover geen geschiedkundige gegevens bekend zijn. Ze is de patroonheilige van de Belgische stad Geel. Haar naamfeest is op 15 mei.
Onder bisschop Guy I van Laon (1238-1247) schreef Petrus Cameracencis, een kanunnik aan de kerk van Saint-Aubert te Kamerijk, een "Vita" van deze heilige. De auteur benadrukt dat hij de biografische gegevens slechts kent via mondelinge overlevering.

## Biografie
Dimpna was de dochter van een heidense Ierse koning en een christelijke moeder van grote schoonheid. Haar moeder liet Dimpna in het geheim dopen door haar biechtvader Gerebernus. Toen het meisje nog een kind was, stierf haar moeder. Haar vader is radeloos en zoekt naarstig naar een nieuwe echtgenote, maar niemand kan de plaats van zijn overleden vrouw innemen. Als laatste wil hij zijn dochter dwingen met hem te trouwen. Dimpna vlucht daarop met Gerebernus naar het vasteland van Europa. Ze komen in de Lage Landen terecht en vestigen zich in de bossen in de Kempen. Hier leven beiden als kluizenaars en zorgen voor de armen en behoeftigen.
Haar vader is hen achtervolgd en na enkele jaren vindt hij beiden in hun kluizenaarsverblijf. Wederom dwingt hij Dimpna om met hem te trouwen en haar biechtvader moet het huwelijk sluiten, maar hun antwoord is een duidelijk neen. Hierop ontsteekt haar vader in razernij, onthoofdt zelf zijn dochter en laat Gerebernus door zijn dienaren onthoofden.
De relieken van de twee martelaars, die zich als bij wonder in mysterieuze witte sarcofagen bleken te bevinden, werden overgebracht naar Geel. Op haar graf deden zich genezingen voor en dat bracht pelgrims, vooral geesteszieken, naar Geel. Deze devotie ligt aan de basis van de latere gezinsverpleging voor psychiatrische patiënten te Geel. In de 19de eeuw kwam deze zorg onder de staat en kende een grote bloei. In 1970 verbleven er ca 1700 patiënten te Geel, 1350 bij pleeggezinnen en 350 in de gesloten inrichting. In 2017 zijn er nog iets meer dan 250 patiënten in de gezinsverpleging.
Er is te Geel een Sint-Dimpnakerk opgetrokken in bruine en witte ijzerzandsteen (Demergotiek), 1349-1480, met onvoltooide toren. De relikwieën van de heilige Dimpna en Gerebernus bevinden zich in het Dimpnaretabel van Jan van Wavere (1515). Verder is er in deze kerk een Passieretabel met schilderwerk van Goswin van der Weyden en in het koor het praalgraf van Jan van Mérode en zijn echtgenote Anna van Gistel door Cornelis Floris De Vriendt (1544). Tegen de zuidkant van de kerk is er een ziekenkamer, 16de eeuw, waar vroeger zieken verbleven. Voorts fraaie schilderijen en beeldhouwwerk.
Tevens bevindt zich te Geel het Gasthuismuseum. Het huidige gebouw, 1687, van het in de 12de eeuw gestichte hospitaal, herbergt een interessante collectie meubilair, schilderijen, voorwerpen van tin, ijzer, hout en glas, porselein en liturgische voorwerpen, naast andere bezienswaardigheden. Het is gedeeltelijk gewijd aan de geschiedenis van de Dimpna-cultus.

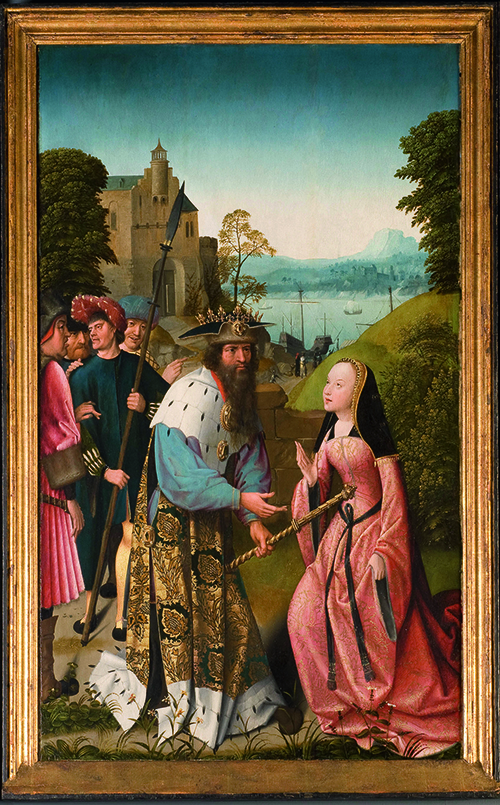
Goswyn van der Weyden, Dymphna, 1505, The Phoebus Foundation

## Dimpnadagen
Op 19 mei 1990 vond er een verbroedering plaats tussen het Belgische Geel en het Duitse Xanten. De reden voor deze toenadering van beide steden was een "vijandelijke overname". Volgens de legende roofden tijdens de middeleeuwen "Rovers uit Xanten" de schrijnen van de heilige Dimpna en de heilige Gerebernus. Deze scène wordt in het hoogaltaar van de Sint-Dimpnakerk in Geel voorgesteld. Om de 5 jaar wordt tijdens een folkloristische stoet de stadsgeschiedenis van Geel voorgesteld, waaronder ook de wandaad van Xanten. Sinds 2005 wordt die stoet aangevuld met het theaterspektakel 'Gheelamania'. De laatste Dimpnadagen, met vele manifestaties, de dimpna-ommegang en het spektakel Gheelamania IV vonden in mei 2022 plaats. Deze editie werd met twee jaar uitgesteld vanwege de coronacrisis. Van de heilige Gerebernus bevindt zich in een kapel te Sonsbeck (D) bij Xanten een minuscuul stukje reliek, dat waarschijnlijk in de 18de eeuw aan Sonsbeck werd geschonken.

## Patrones
De heilige Dimpna is de patrones van de bezetenen en geesteszieken en de beschermheilige tegen epilepsie en krankzinnigheid.